# Jingeon-eup
Jingeon-eup (koreanska: 진건읍) är en köping i kommunen Namyangju i  provinsen Gyeonggi i den norra delen av Sydkorea, 20 km nordost om huvudstaden Seoul.